# Žloukovice
Žloukovice (3. pád Žloukovicím, německy Žlaukowitz, latinsky Slukowicz) jsou vesnice, část obce Nižbor v okrese Beroun ve Středočeském kraji. Vesnice je vzdálená zhruba deset kilometrů severozápadně od okresního města Beroun a dvanáct kilometrů jihovýchodně od Rakovníka. Žloukovice se rozkládají na ploše necelých šest kilometrů čtverečních v severovýchodní části Křivoklátské vrchoviny a CHKO Křivoklátsko v nadmořské výšce 235 metrů Zastavěné území dělí řeka Berounka na dvě části – na pravém břehu leží historické jádro vsi, Žloukovická hájovna a nepravidelná chatová zástavba (včetně osady Červánek s tábořištěm Jitřenka), na levém břehu potom rekreační objekty drtivě převažují. Do katastrálního území Žloukovic spadají lesy kolem Ježkova vrchu (393 metrů) a Křížového potoka. Obcí prochází regionální železniční trať Beroun–Rakovník, která překonává Berounku na příhradovém mostě z roku 1974. Žije zde 295 obyvatel. 

## Historie
| „                                                                            | Et ne super decimis huius ulla possit imposterum oriri dubietas/ eo quod nostre intentionis existit/ quod si futuris temporibus census nostros/ ad Castrum ipsum spectantes/ ampliari/ seu augeri contigerit/ ex hoc nichil ipsis utilitatis accrescat Nec eciam de censuum eorum diminutione/ deputate ipsis decime in aliquo minuantur . Idcirco decimas easdem tam in pecunia quam in blado specifice duximus per singula exprimendas. Et sunt hec . (...) In Villa Slukowicz Quadragintasex grossi . et duo parui. A aby o těchto desátcích nemohla v budoucnu vzniknout žádná pochybnost, protože naším úmyslem je, stane-li se v budoucích časech, že se naše příjmy, náležející k tomu hradu, rozmnoží nebo zvýší, z toho aby jim požitky nevzrůstaly, avšak také, kdyby se ty příjmy zmenšily, aby se určené jim desátky v ničem nezmenšily, proto tedy jsme se rozhodli ony desátky, jak peněžité tak v zrní, zvláště určit v jednotlivostech. Jsou takovéto: (...) Ve vsi Žloukovicích čtyřicet šest grošů a dva malé peníze. | “ |
| — zakládací listina karlštejnské kapituly, latinský originál a český překlad | |   |

Jméno vesnice je odvozeno od sousedního potoka jménem Žloukava, jehož celý tok se ovšem nachází v katastrálním území obce Račice. Žloukovice jsou poprvé zmiňovány v zakládací listině karlštejnské kapituly z roku 1357. V roce 1382 je král Václav IV. natrvalo připojil k nižborskému panství, ke kterému patřily až do konce vrchnostenské éry v roce 1848. Tehdejší ves v majetku Karla Egona knížete z Fïrstenbergu čítala 309 obyvatel žijících v 41 domech. V té době stála zvonička i všechny dochované roubené chalupy.
Pro svoji odlehlost od obchodních cest, hornatost katastru i horší kvalitu půdy nepředstavovaly Žloukovice významnější sídelní útvar. V místech dnešní kapličky si postavili chalupy především chalupníci a uhlíři, kteří v okolních lesích pálili dřevěné uhlí pro nižborskou huť. Spojení se světem umožnilo až vybudování železniční trati, jejíž zdejší výstavbu řídil ing. Jan Křitel Urban. V letech 1873–1874 včetně velmi tvrdého zimního období spojil oba břehy řeky příhradový most o třech pilířích. Jeho současná podoba však pochází až z přestavby z roku 1974. Železniční zastávku zřídila obec teprve v roce 1921. Odstřel části čerchovské skály v roce 1935 umožnil vybudování silnice do Nižboru.
Od roku 1863 začala v obci působit knihovna a v témže roce nastoupily místní děti do nové jednotřídní školy. Pro celkový úbytek obyvatel po druhé světové válce došlo roku 1949 k jejímu zrušení a od té doby docházejí žáci do Nižboru. V roce 1898 vznikl zásluhou učitele Dominika Juppy Sbor dobrovolných hasičů. Pro zakoupenou čtyřkolovou stříkačku na koňský potah byla v roce 1908 u žloukovické hospody postavena první hasičská zbrojnice.
V současnosti ve vesnici bydlí zhruba 200 stálých obyvatel. Existence téměř 600 rekreačních objektů však zvláště v letních měsících přivádí do Žloukovic násobně více lidí. Ve vesnici působí Sbor dobrovolných hasičů a Klub přátel Žloukovic. Dříve ve Žloukovicích měly svoje pobočky i Mezinárodní červený kříž, Sokol a další organizace.

## Obyvatelstvo
| Rok            | 1869 | 1880 | 1890 | 1900 | 1910 | 1921 | 1930 | 1950 | 1961 | 1970 | 1980 | 1991 | 2001 | 2011 | 2021 |
| -------------- | ---- | ---- | ---- | ---- | ---- | ---- | ---- | ---- | ---- | ---- | ---- | ---- | ---- | ---- | ---- |
| Počet obyvatel | 397  | 337  | 283  | 271  | 263  | 250  | 266  | 210  | 248  | 259  | 220  | 164  | 179  | 252  | 295  |
| Počet domů     | 49   | 53   | 52   | 52   | 50   | 51   | 59   | 77   | 70   | 79   | 77   | 83   | 87   | 96   | 106  |

## Obecní správa
Při sčítání lidu v letech 1850–1979 byly Žloukovice samostatnou obcí, nejprve v okrese Rakovník, od roku 1950 v okrese Beroun. Od 1. ledna 1980 jsou částí obce Nižbor v okrese Beroun.

### Starostové
- Jan Kouba, 1850–1857
- Václav Luc, 1857–1861
- František Petrbok, 1862
- Jan Šretr, 1862–1867
- Jan Kouba, 1867
- Jan Šretr, 1867–1898
- František Petrbok, 1898–1909
- František Tarant, 1909–1913
- Antonín Petrbok, 1913–1919
- František Novák, 1919–1922
- Antonín Petrbok, 1922–1945

### Předsedové MNV
- Václav Šťastný, 1945–1951
- Karel Horák, 1951–1952
- Karel Tesař, 1952–1961
- František Lemon, 1961–1964
- Karel Horák, 1964
- Josef Kos, 1964–1971
- František Lemon, 1971–1979

Žloukovice patřily do majetku karlštejnské kapituly, roku 1382 přešly mezi statky panství Nižbor.
Na Lothově mapě z roku 1847 jsou Žloukovice zakresleny v hranicích historického Rakovnického kraje. V době krajského zřízení v letech 1855–1862 se předmětným samosprávným krajem stal kraj pražský. Od roku 1948 příslušela obec do Pražského kraje, od roku 1960 do Středočeského kraje a do stejnojmenného i po roce 2000.
Historicky spadala obec do politického okresu Rakovník a soudního okresu Křivoklát. Pod dosavadní okres Beroun přešla až r. 1950. K 1. 1. 1980 se Žloukovice staly součástí obce Nižbor.
Církevní správu vykonává římskokatolická farnost Beroun, kostel Povýšení sv. Kříže na nižborském zámku je filiální.

## Infrastruktura
Nacházejí se zde restaurace s tanečním sálem (čp. 20), staré a nové budovy hasičské zbrojnice, dvě půjčovny lodí, tábořiště Jitřenka a Blackfoot.
Žloukovice téměř ze všech stran obepínají lesy, které jsou vhodné pro turistiku. Podél potoka Vůznice a Benešova luhu se rozkládá národní přírodní rezervace se zříceninou hradu Jenčov, výhled na Berounku se turistovi naskytne z vyhlídek na Čerchově a Kabečnici. Berounka nabízí možnosti koupání. Zámky Dřevíč a Leontýn v blízkosti vesnice nejsou veřejnosti přístupné.
Během posledních let bylo opraveno několik vodních zdrojů pro veřejné užívání. U Žloukovické hájovny si mohou návštěvníci napustit vodu z pumpy. Do míst na pravém břehu plánuje obec zavést vodovod.

## Doprava
Po pravém břehu řeky vede z Nižboru do Žloukovic silnice III. třídy. Ostatní automobilové trasy včetně obslužnosti celého levého břehu jsou možné pouze po nezpevněných cestách. Z důvodu rekreačního charakteru většiny území žádá obec o jízdu se sníženou rychlostí. Autobusový spoj č. 649 zajišťuje v pracovní dny spojení mezi Žloukovicemi, Nižborem a Stradonicemi. V Nižboru lze přestoupit na Beroun a Králův Dvůr. Přes území obce vede regionální železniční trať Beroun–Rakovník se zastávkou Žloukovice na pravém břehu. Spoje jezdí zhruba v dvouhodinových intervalech. Železniční most nabízí i přechod pro pěší.
Parkování je volné.

## Pamětihodnosti
- Železniční most – příhradový most o třech pilířích s cestou pro pěší, původní z let 1873–1874, současný z roku 1974
- Kaplička se zvoničkou – u usedlosti čp. 40, stavba s čtvercovým půdorysem z přelomu 18. a 19. století, zakončená jehlancovitou střechou s dřevěnou lucernou
- Pomník padlým v první světové válce – umístěný u usedlosti čp. 17, s nápisem „Obětem války ve Žloukovicích. 1914–1918. V. Čermák, B. Koželuh, P. Leiprt, F. Moravec, V. Novák, F. Petrbok čp. 5, F. Petrbok čp. 17.“
- Usedlosti čp. 3 a 5 – areál se zděným domem, roubenými hospodářskými objekty a zahradou z přelomu 18. a 19. století
- Usedlost čp. 16 – roubený přízemní dům z konce 18. století, dlouhodobě chátrající, zapsán na seznamu ohrožených památek
- Sýpka – u usedlosti če. 514, roubený patrový jednokomorový špýchar z konce 18. století, upravený pro rekreační účely
- Kříž – u usedlosti čp. 2
- Kříž a lípa s posezením – na rozcestí polních cest západně od vesnice
- Křížová cesta – čtrnáct zastavení vede od Žloukovické hájovny směrem na Hrachovku do místa zvaného U Obrázku, kde je vztyčen renovovaný litinový kříž z Milevska; cesta byla vysvěcena 22. srpna 2020[8]; v katastru obce Račice
- Historický mezník fürstenberského panství – u lesní cesty západně od vesnice, v katastru obce Račice
- Přírodní rezervace Kabečnice – na levém břehu Berounky v katastru obce Sýkořice

## Galerie

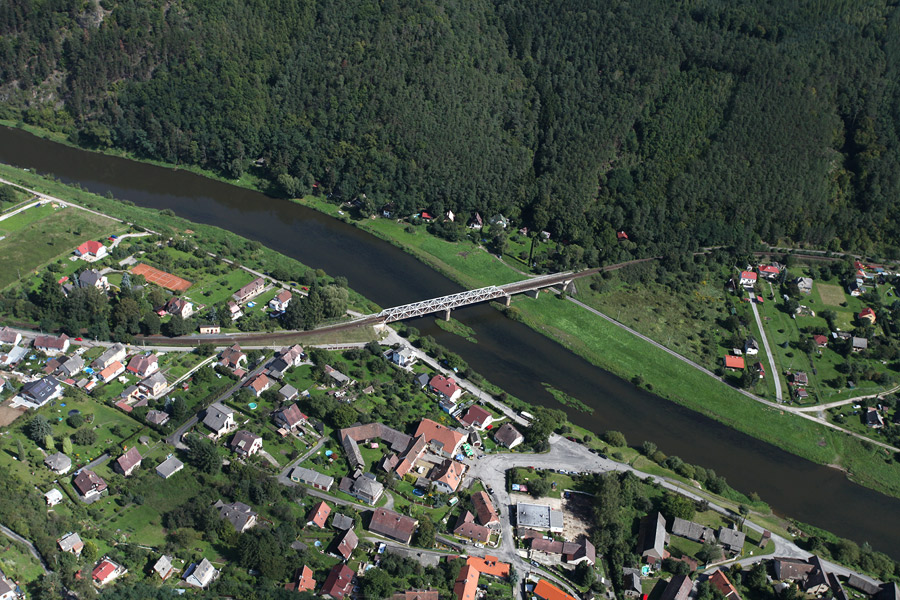
Letecký pohled na železniční most
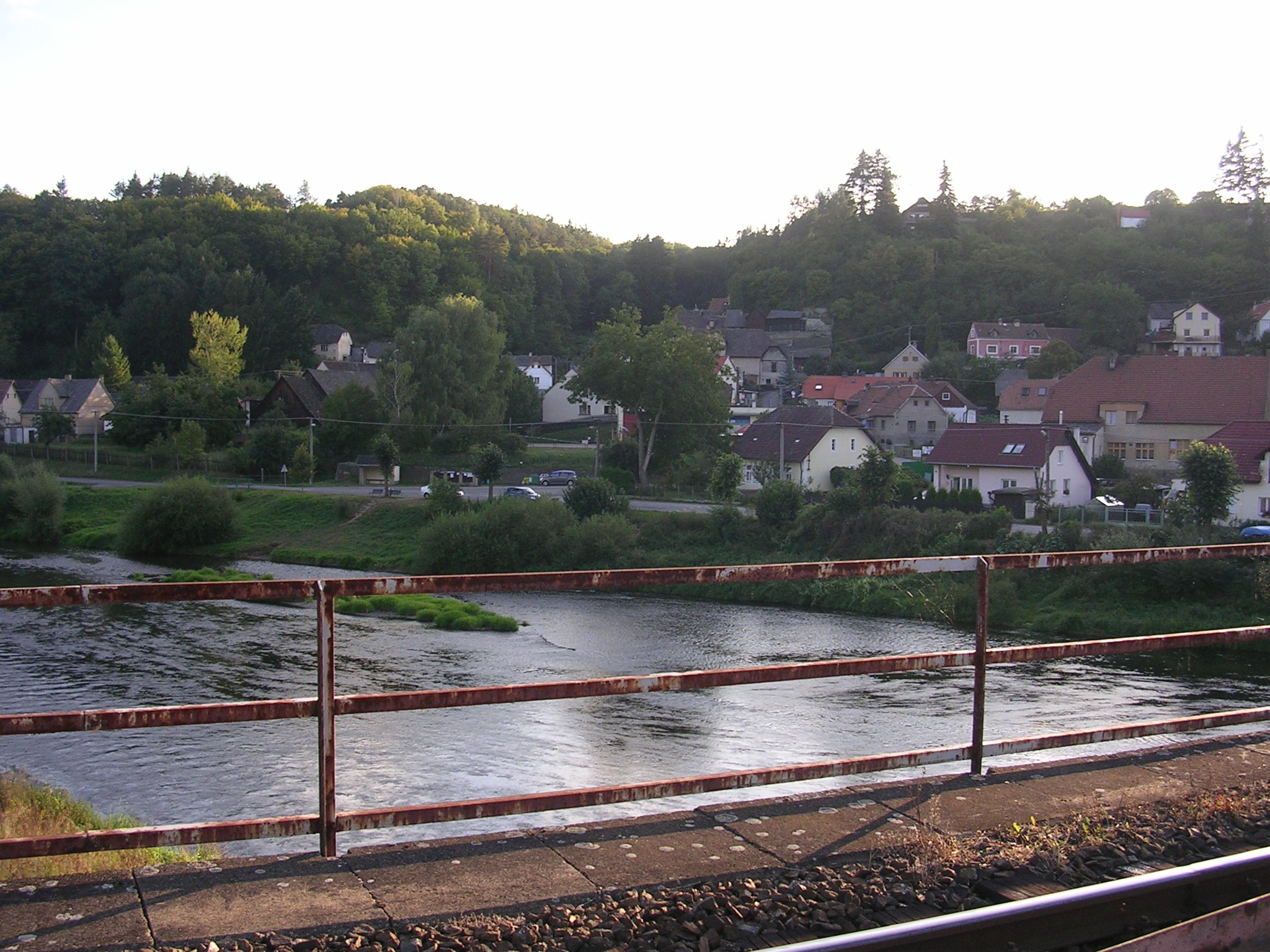
Pohled na jádro vsi z železničního mostu
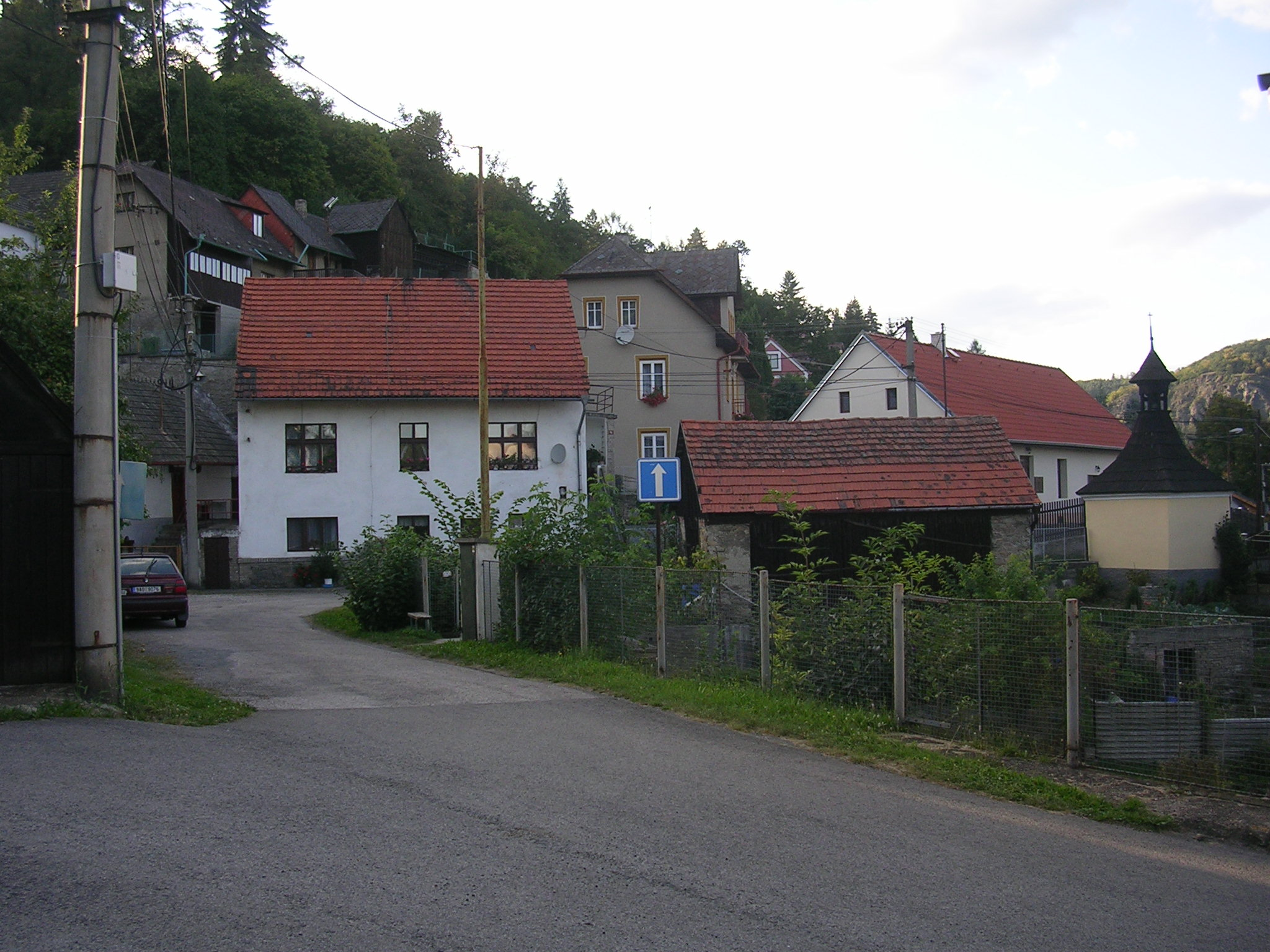
Jádro Žloukovic se zvoničkou
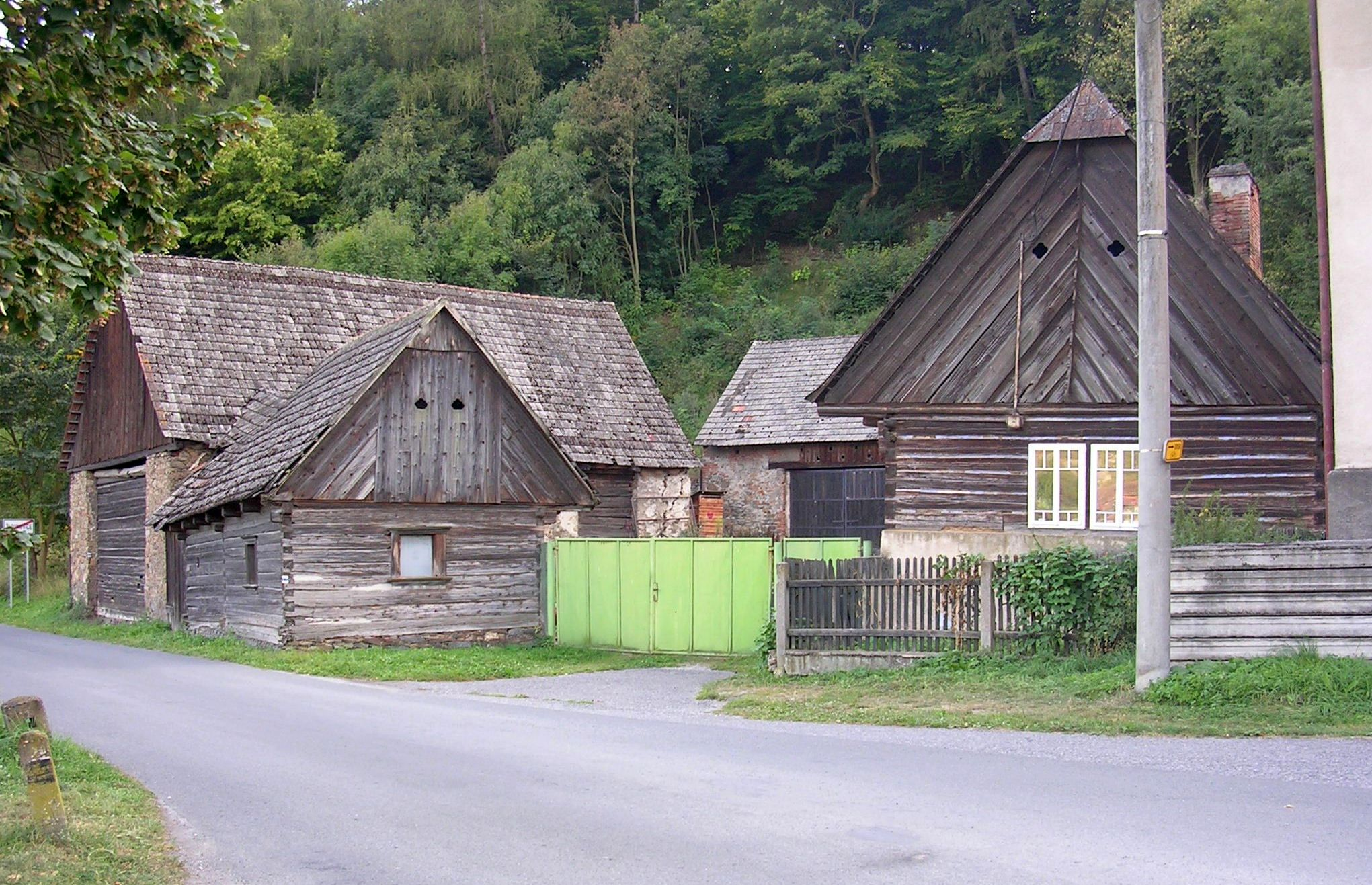
Památkově chráněné roubené chalupy čp. 3 a 5